# 來儼然
來儼然（1555年—1602年），字望之，號小涧，陕西西安府三原县人，明朝政治人物。同进士出身。

## 生平
萬曆十三年（1585年）乙酉科陕西乡试第十名举人，萬曆二十三年（1595年）乙未科會試第一百十三名，廷試三甲第一百七十四名进士，兵部觀政，二十四年四月授爲南直隶潁州太和縣知縣，躬行阡陌，勸課農桑，有孝弟力田者，表其閭。戒飭士子烝烝向化，期月邑大治。二十五年調曲周县，仍保留太和县事，二十九年三月擢兵部職方司主事，管山海关，三十年夏五月晦日卒于榆关官署，年四十八，以子來復贈按察司佥事。著有《自愉堂集》十卷。

## 家族
曾祖來鏜。祖來時良。本生祖來時廉，封浙江道監察御史。伯父來聘，嘉靖乙未進士，官按察司副使。父來賀，號碧澗，嘉靖辛卯舉人，大同府同知、莒州知州，进阶朝列大夫。母张氏，生母翟氏。永感下。娶王氏，继张氏、王氏。子來復、來臨、來恒、來乾。